# Charles Lee (generał)
Charles Lee (ur. 26 stycznia?/6 lutego 1732, zm. 2 października 1782) – brytyjski wojskowy, dyplomata, uczestnik amerykańskiej wojny o niepodległość, wojny rosyjsko-tureckiej, wojny siedmioletniej, podpułkownik British Army, generał Armii Kontynentalnej, armii portugalskiej, generał major wojsk koronnych.
Jedna z bardziej niezwykłych i kontrowersyjnych postaci rodzących się Stanów Zjednoczonych. Prócz wieloletniej służby wojskowej wsławił się jako publicysta polityczny. Jest jedną z osób, której przypisuje się autorstwo „Listów Juniusza”.

## Życiorys

### Dzieciństwo i młodość
Charles Lee urodził się 26 stycznia?/6 lutego 1732 roku w dworku Dernhall w angielskim Cheshire jako najmłodsze dziecko oficera British Army Johna Lee oraz Isabelli Bunbury, drugiej córki Henry’ego Bunbury’ego. John Lee był początkowo kapitanem dragonów, następnie w latach 1717–1742 podpułkownikiem Regimentu Barrela, a później pułkownikiem 55 Regimentu Pieszego (przemianowanego później na 44). Pragnął, aby syn zapoznał się z innymi językami poza angielskim więc zapisał go do akademii w Szwajcarii. Tamże młodzieniec opanował klasyczną grekę, łacinę i francuski, a w trakcie wielu późniejszych podróży poznał również hiszpański, włoski oraz niemiecki.
Lee w 1746 roku wstąpił do gimnazjum w Bury St Edmunds, gdzie nawiązał liczne przyjaźnie. John Lee chcący by syn kontynuował wojskowe tradycje 9 kwietnia 1746 roku zakupił dlań patent chorążego w swoim pułku.
Wkrótce po śmierci ojca w 1751 roku Charles poróżnił się z matką; rodzina z jej strony była ponurego i cholerycznego temperamentu, który i on odziedziczył. Jak sam to później określił cierpiał na „dolegliwość umysłu”. Od tamtego czasu jedyną bliską mu osobą pozostawała siostra, Sidney Lee – żadne z pięciorga dalszego rodzeństwa nie dożyło dorosłości.

### Wojna siedmioletnia w Ameryce

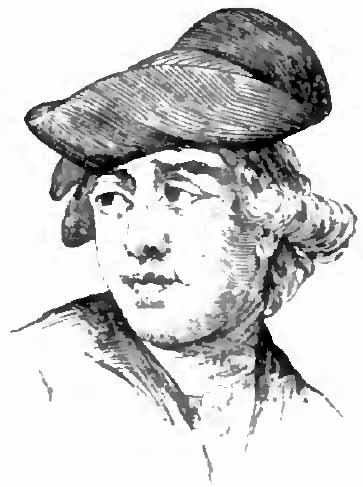
Lee w „Cyklopedii amerykańskich biografii Appletona”

Ukończywszy edukację Lee stawił się do czynnej służby. Dołączył do swojego regimentu odbywającego służbę garnizonową w Irlandii. 1 maja 1751 roku zakupił (lub otrzymał) patent porucznika. Trzy lata później trafił wraz z oddziałem do Ameryki w ramach wojny o kolonie amerykańskie. W 1755 roku był w jednym z dwóch europejskich oddziałów należących do ekspedycji generała Edwarda Braddocka zaatakowanych z zasadzki przez Indian i Francuzów w trakcie marszu na Fort Duquesne.
Jesienią, kiedy wraz z regimentem kwaterował w Albany, miał okazję wzięcia udziału w konferencji pomiędzy Williamem Johnsonem a wodzami Konfederacji Irokezów w Schenectady, co skłoniło go do zainteresowania się Indianami. Pojął nieznaną z imienia córkę Białego Grzmotu, wodza Seneków, z którą spłodził bliźniaki – chłopca i dziewczynkę. Został również włączony do szczepu niedźwiedzia Mohawków otrzymując imię Ounewaterika „Wrząca Woda”.
11 czerwca 1756 roku za 900 funtów zakupił patent kapitański w 44 Regimencie. W 1757 roku wziął udział w nieudanej ekspedycji mającej zająć francuski Fort Louisbourg. Ciężko ranny 1 lipca 1758 roku podczas ataku na Fort Ticonderoga, gdzie dowodził kompanią grenadierów został zabrany na Long Island by się wykurować. Tam pokłócił się z wojskowym chirurgiem, który omal go nie zamordował. Była to jedna z wielu tego typu nieprzyjemnych sytuacji, na które narażały go zjadliwy język i zgryźliwy charakter. Powróciwszy do zdrowia wziął udział w zdobyciu Fortu Niagara. 8 września 1760 roku dołączył do generała Jeffreya Amhersta podczas udanego ataku na Montreal.

### Hiszpańska inwazja na Portugalię
Lee powrócił do Wielkiej Brytanii i 10 sierpnia 1761 roku został awansowany na majora 103 Regimentu Pieszego. Rok później udał się do Portugalii, gdzie włączony do sztabu w randze podpułkownika armii portugalskiej stawiał opór hiszpańskiej inwazji. 5 października 1762 roku, prowadząc niewielki oddział podczas starcia pod Vila Velha, zniszczył hiszpańskie składy zapasów. Wyróżniwszy się tym wyczynem uzyskał publiczne podziękowania od hrabiego Wilhelma Schaumburg-Lippego i swojego dowódcy Johna Burgoyne’a oraz awans na pułkownika armii portugalskiej. W 1763 roku powrócił do Anglii. Jego oddział został rozwiązany w listopadzie tego roku, a Lee emerytowany jako major z połową żołdu.

### Między Anglią a Rzecząpospolitą
Przez następną dekadę pobytu w Anglii Lee zniechęcił do siebie wiele osób i zyskał wrogów za sprawą kłótliwej natury – w konsekwencji nie uzyskał awansu. Przez pewien czas pracował nad planem założenia dwóch nowych kolonii w kraju Illinois, które mieliby zasilić koloniści z Niemiec, Szwajcarii i Nowej Anglii, lecz nie otrzymał wsparcia rządu. W tym czasie napisał również kilka pamfletów, utrzymanych w ostrym i aroganckim tonie, dotyczących brytyjskiej polityki kolonialnej, czym zraził do siebie ministrów korony.
Otrzymawszy listy rekomendacyjne w 1765 roku wyruszył do Polski, gdzie w sztabie wojsk króla Stanisława Augusta wziął udział w wojnie domowej. Towarzysząc polskim posłom w podróży do imperium osmańskiego dwukrotnie uniknął śmierci – po raz pierwszy przeprawiając się przez bałkańskie góry omal nie zamarzł, a następnie wydostał się z zawalonego przez trzęsienie ziemi domu w Konstantynopolu.
Lee wrócił do Anglii z otrzymanym od Stanisława Augusta listem do Jerzego III; nagrodą za jego dostarczenie była osobista audiencja, na której spodziewał się, iż zostanie awansowany za zasługi. Nie otrzymawszy nic zdenerwowany Lee przerwał królowi w pół słowa mówiąc: „Już nigdy nie dam Waszej Królewskiej Mości szansy na złamanie danej mi obietnicy”.
Następne dwa lata spędził bezowocnie starając się o awans; zdobył również królewski grant na 20 tysięcy akrów ziemi na Florydzie. Publicznie wyrażał gniew z powodu niemożności znalezienia zatrudnienia, czym zyskał sobie opinię mściwego arywisty. Na początku 1769 roku ponownie trafił do Polski by wziąć udział w wojnie rosyjsko-tureckiej po stronie Rosjan. Rozchorowawszy się poważnie na febrę udał się najpierw do Wiednia, a następnie do Włoch na rekonwalescencję; tam też stracił dwa palce w pojedynku z oficerem, którego zastrzelił.

### Wojna o niepodległość Stanów Zjednoczonych

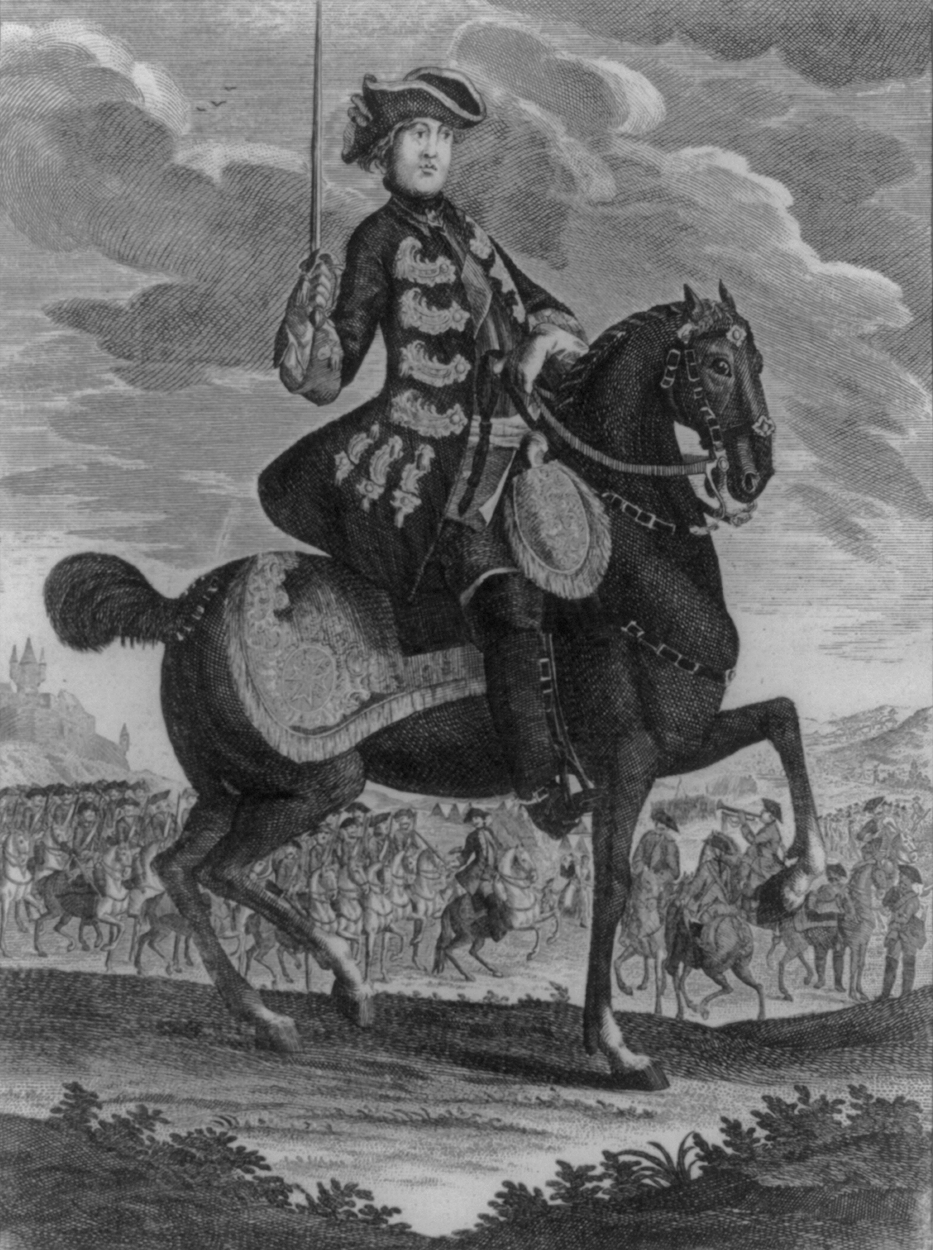
Lee konno

Przez Minorkę i Gibraltar trafił z powrotem do Anglii, gdzie napisał satyryczną epistołę do Davida Hume’a. Lato 1772 roku spędził we Francji i Szwajcarii próbując leczyć reumatyzm.
W 1772 roku otrzymał upragniony awans na podpułkownika z połową należnego żołdu. Już wówczas zaczął podzielać republikańskie poglądy Wigów, skarżąc się na „durnia” króla Jerzego III, niszczącego angielską wolność. Choć za sprawą śmierci dwóch starszych braci, mógł cieszyć się dochodem 1000 funtów rocznie, był zagniewany obrotem spraw w ojczyźnie. W związku z tym w 1773 roku pożeglował do Ameryki pod pretekstem wyprawy handlowej, mającej sprawdzić obszerne połacie ziemi do zakupu. Faktycznie planował osiedlić się w Nowym Świecie i poprzeć kolonistów buntujących się wobec brytyjskich podatków.
8 października (lub 10 listopada) 1773 roku dotarł do Nowego Jorku, niemal u szczytu zamieszania związanego z cłami na herbatę, którego kulminacją była „herbatka bostońska”. Następne 10 miesięcy spędził na podróżowaniu po koloniach, poznając najważniejsze figury przyszłej rewolucji – Jerzego Waszyngtona, Patricka Henry’ego i Johna Adamsa. Wszyscy przyjmowali go serdecznie wiedząc o niechęci do brytyjskiej władzy i zdolnościach militarnych, które mogłyby się okazać przydatne.
Lee dopingował starania patriotów argumentując, iż cnotliwe, kochające wolność, „energiczne ziemiaństwo” kolonii będzie w stanie pokonać brytyjskie „czerwone kurtki”. Prócz tego napisał podręcznik musztry dla sił milicyjnych, a w grudniu 1774 roku szkolił marylandczyków do walki. Wziął również udział w walce piórem angażując się w starcie między rozjemcami a zwolennikami twardej linii, pisząc broszurę przeciwstawiającą się poglądom ugodowca Mylesa Coopera. Wierząc, że Amerykanie nie zaufają komuś „kto nie posiada mienia wśród nich” – co wyraził w napisanym 16 grudnia 1774 roku liście do Edmunda Burke’a – w maju 1775 roku zdecydował się na zakup posiadłości wartej 3000 funtów w hrabstwie Berkeley, znajdującej się w pobliżu domu jego przyjaciela Horacego Gatesa. Zwlekał z rozliczeniem transakcji – potrzebne pieniądze pożyczył od Roberta Morrisa pod zastaw swoich angielskich posiadłości.

#### Generał Armii Kontynentalnej
17 czerwca, w dniu bitwy o Bunker Hill, przyjął uchwaloną przez Kongres nominację na drugiego generała majora (pierwszym był Artemus Ward) Armii Kontynentalnej. Prócz tego dostał zapewnienie, iż w razie konfiskaty dóbr w Anglii strata zostanie zrekompensowana. Dopiero 22 czerwca zrezygnował z patentu oficerskiego w armii brytyjskiej.
Lee, jako zawodowy żołnierz, gardził cywilnymi dowódcami i uważał Warda za „tłustego klechę”, siebie zaś postrzegał jako mentora niedoświadczonego w bojach Waszyngtona.
W tym czasie (7 czerwca 1775 roku) nawiązał ponownie korespondencję z Johnem Burgoynem, który zasugerował konferencję – jej celem miało być ustalenie warunków powrotu do pokoju między koloniami a koroną. Lee przedłożył propozycję tymczasowemu kongresowi Massachusetts, ale ten ją odrzucił.
Wraz z Waszyngtonem ruszył do Bostonu by przejąć dowództwo nad lewym skrzydłem armii i do grudnia 1775 roku sprawdzał się doskonale, budując umocnienia, musztrując oddziały i agitując za amerykańską niepodległością. Od grudnia do marca 1776 roku znajdował się w Newport, a następnie Nowym Jorku zagrzewając mieszkańców do walki i przygotowując pozycje obronne.
Po śmierci generała Richarda Montgomery’ego (31 grudnia 1775 roku) w lutym 1776 roku Kongres mianował Lee dowódcą amerykańskiej armii w Kanadzie, jednak 1 marca powyższe rozporządzenie zostało cofnięte. Zamiast tego otrzymał komendę nad Południowym Departamentem Armii, w którego skład wchodziły kolonie od Wirginii po Georgię.
Przejąwszy dowództwo w Williamsburgu 29 marca rozpoczął przygotowywanie linii obronnej. Na początku czerwca udał się do Charlestonu, gdzie 28 czerwca, dowodząc patriotami, odparł brytyjski atak na Fort Moultrie.
Wedle niektórych świadków obrona fortu była głównie zasługą naczelnego inżyniera, pułkownika Williama Moultriego. „Bohater Charlstonu”, jak nazywano po tym wydarzeniu Lee, sugerował wycofanie się, uważając, że zbudowany z bali palmowych fort będzie „rzeźnią” i nie oprze się atakowi.
W tym samym czasie angielski agent przysłał oprotestowane weksle na 3000 funtów, jako że posiadłości Lee zostały skonfiskowane. Kongres przyznał mu sumę 30 tysięcy dolarów w ramach rekompensaty, która miała zostać zwrócona w razie odzyskania mienia.
W sierpniu Lee dołączył do Waszyngtona znajdującego się w Nowym Jorku. Artemus Ward wycofał się ze służby, co czyniło Lee pierwszym po głównodowodzącym. Komenderując lewym skrzydłem armii podczas odwrotu Waszyngtona z Manhattanu oraz starcia pod White Plains Lee doszedł do wniosku, iż siły patriotów powinny się wycofać do New Jersey. Waszyngton wahał się – Kongres nakazał mu utrzymanie garnizonu w manhattańskim Forcie Washington. Kiedy fort został stracony, a z nim zginęło 2900 żołnierzy i duże ilości zapasów, wściekły Lee uznał Waszyngtona za słabeusza i tchórza. W efekcie w listopadzie i grudniu niechętnie i powolnie wykonywał nadsyłane listownie rozkazy głównodowodzącego nakazujące mu ucieczkę z Nowego Jorku do New Jersey.

#### Uwięzienie
Ostatecznie 12 grudnia Lee dotarł do Basking Ridge, gdzie postanowił spędzić noc w tawernie „U Wdowy White”, około trzech mil od obozu wojskowego. Tego wieczora napisał do Horacego Gatesa list, w którym uznał, iż jego zwierzchnik jest „najbardziej przeklęcie niedoskonałym” generałem, jakiego zna. Następnego dnia został pojmany przez brytyjski patrol konny, składający się z żołnierzy 16 Lekkiego Regimentu Konnego dowodzonego przez korneta Banastre’a Tarletona (lub Williama Harcourta). W wydanych prywatnie zapiskach Harcourt odnotowuje, że schwytanie Lee było czystym przypadkiem – oddział nie miał pojęcia o bliskości wroga. Brak potwierdzenia dotyczącego rzekomego tchórzostwa Lee, jednak wydaje się, że został potraktowany dość brutalnie. W samej koszuli i pledzie, bez czapki został przywiązany do luzaka i powieziony do odległego o 80 mil obozu, skąd przetransportowano go do Nowego Jorku.
Następne 16 miesięcy Lee spędził uwięziony w nowojorskim ratuszu, martwiąc się, że mógłby zostać osądzony przez generała Williama Howe’a i rozstrzelany jako dezerter; złościł się na Kongres i Waszyngtona nieczyniących nic, by go oswobodzić. W rzeczywistości ten ostatni podjął kroki mające zapewnić Lee bezpieczeństwo. Howe otrzymał rozkazy, by przesłać więźnia do Europy. Tuż przed tym, jak został zaokrętowany, do Howe’a przyszedł list od Waszyngtona, zawiadamiający, że koloniści uwięzili 5 heskich oficerów jako gwarant nietykalności Lee. Przez następny rok trwała wymiana listów między Howe’em a rządem brytyjskim. Wreszcie 12 grudnia 1777 roku przyszły rozkazy traktowania go jak jeńca z możliwością wymiany.
Choć Howe szybko wyzbył się myśli o jakimkolwiek sądzeniu więźnia, dysponujący dużą ilością wolnego czasu Lee doszedł do wniosku, że rebelianci nie są w stanie wygrać wojny oraz że kontynuacja konfliktu może przynieść tylko osłabienie koloniom i koronie. Także potężne cięgi, jakie zebrała Armia Kontynentalna w 1776 roku, skłoniły go do odrzucenia pierwotnego poglądu, iż „kochający wolność i cnotliwi farmerzy” byliby w stanie wywalczyć sobie niezależność. W związku z tym na początku 1777 roku podjął starania, aby doprowadzić do rokowań pokojowych. Kiedy Kongres odrzucił taką ofertę, Lee próbował się wkupić w łaski braci Howe’ów, formułując plan szybkiego pokonania Waszyngtona.
Ostatecznie w kwietniu 1778 roku został wymieniony na generała Richarda Prescotta i niechętnie powrócił do służby, nadal postulując ugodę między Brytyjczykami a Amerykanami. Poinformował Kongres, iż Armia Kontynentalna nie jest w stanie pokonać „czerwonych kurtek”.

#### Bitwa o Monmouth i jej konsekwencje
18 czerwca Henry Clinton, następca Howe’a, ewakuował wojska z Filadelfii, starając się dotrzeć do Nowego Jorku przez New Jersey bez wydawania bitwy. Waszyngton podążył za nim mimo nalegań Lee, by nie atakował, tylko wycofał się do Filadelfii. Choć Waszyngton zgadzał się z zasadnością takiego postępowania, postanowił dokonać ograniczonego ataku na ariergardę przeciwnika, wyznaczając do tego celu 6000 żołnierzy. Lee był tak niechętny zadaniu poprowadzenia oddziału, że Waszyngton przekazał dowództwo markizowi de la Fayette’owi. Ostatecznie Lee zmienił zdanie i poprosił La Fayette’a o przekazanie dowództwa.
28 czerwca 1778 roku Lee zaatakował Brytyjczyków pod Monmouth. Atak nie powiódł się i niebawem wojska kontynentalne rzuciły się do chaotycznej ucieczki. Obserwujący to La Fayette posłał gońca do Waszyngtona, prosząc go o natychmiastowe przybycie. Pojawiwszy się z resztą armii, Waszyngton oskarżył Lee o nieposłuszeństwo. Odesłał go na tyły, przejął dowództwo i zatrzymał odwrót.
Przebieg tego wydarzenia znamy dzięki szeregowemu Josephowi Plumbowi Martinowi – Martin siedział w pobliżu drogi, kiedy wściekły Waszyngton podjechał do Lee. Był na tyle blisko by usłyszeć jak głównodowodzący zapytuje oficerów, kto dał rozkaz odwrotu, na co dostał odpowiedź: „Lee”. Waszyngton miał na to odpowiedzieć „Niech go cholera!”, po czym zebrał oficerów i zaczął wydawać rozkazy.
Dzień lub dwa po bitwie Lee napisał gniewny list do Waszyngtona domagając się przeprosin. Kiedy ten odmówił, Lee zażądał sądu polowego, aby oczyścić swoje imię. Waszyngton formalnie oskarżył go o niesubordynację, doprowadzenie do „niepotrzebnej, bezładnej i hańbiącej ucieczki” oraz brak szacunku wobec zwierzchnika. Trybunał, któremu przewodził William Alexander, oraz Kongres poparły Waszyngtona – 12 sierpnia oficerowie uznali Lee za winnego wszystkich trzech zarzutów, ale skazali go na karę zawieszenia w służbie na jeden rok. Kongres zaaprobował wyrok 5 grudnia.

### Dalsze życie

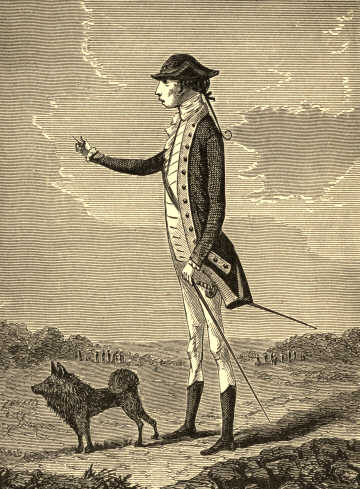
Karykatura autorstwa Barhama Rushbrooke’a przedstawiająca Lee

Lee odwołał się do władz i zwykłych ludzi, postrzegając wyrok jako niesprawiedliwy, a nie wskórawszy nic zaczął pisać zjadliwe paszkwile na Waszyngtona i kolonistów. Na początku 1779 roku, w trakcie borykania się z powyższymi problemami, Lee wysnuł utopijną (i niezrealizowaną) wizję założenia wojskowej kolonii w „jakimś dobrym klimacie” w Ameryce. Z powodu ataków na Waszyngtona został wyzwany na pojedynek przez pułkownika Johna Laurensa, w którym raniono go w rękę (lub bok). Mimo to o swoim przeciwniku wyrażał się w samych superlatywach: „Ten młodzieniec zachowywał się wspaniale. Mógłbym go uściskać”. Przed podobną próbą, tym razem z Anthonym Wayne’em, uchroniły go publiczne przeprosiny.
Latem 1779 roku przeniósł się do swojej posiadłości w dolinie Shenandoah, gdzie prowadził życie samotnika, hodując konie i ukochane psy. 10 stycznia 1780 roku, po napisaniu zuchwałej tyrady do Kongresu, został zwolniony z armii.
Po trzech latach spędzonych w odosobnieniu wyruszył do Filadelfii. Zmarł nagle 2 października 1782 roku na atak febry przebywając w tawernie. Jego ostatnimi słowami były: „Stójcie przy mnie, moi dzielni grenadierzy”. Został pochowany na cmentarzu kościoła Chrystusa, mimo nakazu wyrażonego w ostatniej woli by nie chować go „w żadnym kościele, ani na cmentarzu”. Doczesne dobra pozostawił swojej siostrze, mieszkającej w Anglii Sidney Lee, która zmarła bezdzietnie w 1788 roku.

## Listy Juniusza
Lee jest jedną z osób, którym przypisywano autorstwo „Listów Juniusza”. Głównym dowodem w tej sprawie miał być opublikowany 1 lutego 1803 roku w „Wilmington Mirror” list autorstwa Thomasa Rodneya, relacjonujący rozmowę jaką przeprowadził z generałem 30 lat wcześniej. Lee twierdził, że jest autorem listów. List Rodneya powielono i wydano w londyńskim „St. James’s Chronicle”, co dało asumpt doktorowi Thomasowi Girdlestone’owi do wydania broszury zatytułowanej „Fakty mające udowodnić, że generał Lee nie był nieobecny w tym kraju w latach 1767–1772 oraz że był autorem «Listów Juniusza»” (ang. Facts tending to prove that General Lee was never absent from this country for any length of time during the years 1767-72, and that he was the author of „Junius’s Letters”) wydanej w 1813 roku. Praca zawiera ciekawe uwagi na temat Lee, zaś na jej przodzie znajduje się namalowana przez Barhama Rushbrooke’a karykatura Lee w towarzystwie psa, będąca dość wierną ilustracją osoby generała. Głównym dowodem, iż Lee nie jest autorem są jego listy opublikowane w I tomie „Dokumentów Lee” (ang. Lee Papers) – w trakcie krytycznego dla „Listów” okresu (styczeń-grudzień 1769) Lee przebywał w Polsce i na Węgrzech.

## Analiza postaci
Lee był wysokim, bardzo chudym mężczyzną o brzydkiej twarzy i sporym, orlim nosie. Jego zachowanie, choć ekscentryczne, zdradzało dobre wychowanie – w późniejszych latach życia był niechlujny i niedbały. Prócz tego inteligentny, oczytany, dobry mówca, znający wiele języków, w tym kilka indiańskich, jednak skalany wybuchowym temperamentem, który nieomal przywiódł go na skraj szaleństwa. Niezbyt religijny, lecz nie ateista, jak powszechnie uważano.
John Burgoyne, komentując korespondencję jaką wymieniali, twierdził, iż główną wadą jego towarzysza broni była chciwość; uważał również, iż Lee przeszedł na służbę rebeliantów powodowany urazą. Biograf Burgoyne’a dodaje, iż ten nie wahał się specjalnie by namówić przyjaciela do przejścia na służbę Armii Kontynentalnej.
W 1860 roku George H. Moore opublikował znaleziony dwa lata wcześniej w dokumentach Lee projekt zatytułowany „Plan Pana Lee – 29 marca 1777 roku”, zapisany ręką sekretarza królewskich komisarzy Henry’ego Stracheya, zawierający opracowany przez Lee plan brytyjskiej ekspedycji do zatoki Chesapeake.
Wkład Lee w amerykańską rewolucję jest bezdyskusyjny – dyskusji podlegać powinna wszakże jego jakość. Na początku wojskowe doświadczenie oraz radykalny, wigowski republikanizm były cechami korzystnymi w mobilizacji Amerykanów do walki przeciw brytyjskiej koronie. Jednak z upływem czasu, ten właśnie polityczny radykalizm, połączony z kapryśną osobowością oraz rosnącymi wątpliwościami co do talentu militarnego Waszyngtona spowodowały, iż stał się ciężarem.
Jedna rzecz jest bezsprzecznie prawdziwa na temat tego „dumnego, niespokojnego, kapryśnego, nieszczęśliwego i dzielnego ducha” – był, słowami jego biografa Johna Richarda Aldena, „jednym z najbardziej nadzwyczajnych ludzi jacy postawili stopę w Ameryce”.